# テータム・オニール
テータム・オニール(テイタムの表記も)（Tatum O'Neal, 本名: Tatum Beatrice O'Neal, 1963年11月5日 - ）は、アメリカ合衆国の女優。

## プロフィール

### 来歴
カリフォルニア州ロサンゼルス市出身。父親は俳優のライアン・オニール、母親は女優のジョアンナ・ムーア。1967年に両親は離婚し、母親に引き取られたが7歳の頃に父の元へ行く。弟グリフィン・オニールも俳優。
9歳の時に父親と共に映画『ペーパー・ムーン』に出演、最年少（10歳）でアカデミー助演女優賞を受賞。シャーリー・テンプルの再来かと騒がれる。1976年の『がんばれ!ベアーズ』の頃は最も稼ぐ子役スターだったが、以後は役に恵まれず次第にスクリーンから遠ざかってゆく。
近年は『セックス・アンド・ザ・シティ』や『LAW & ORDER』などのテレビシリーズ、単発のテレビ映画、『ダンシング・ウィズ・ザ・スターズ』のようなリアリティ番組への出演が中心だが、2002年の“The Scoundrel's Wife”でサンディエゴ映画祭の主演女優賞を受賞している。

### 私生活
1970年代にはマイケル・ジャクソンと交際していたといわれている。1986年にテニス選手のジョン・マッケンローと結婚して一時引退。3人の子供に恵まれるが1992年に別居、1994年に離婚して復帰。離婚後にテータムがヘロイン中毒となったことから、1998年以降、3人の子供の養育権は父親に移った。
2004年に刊行した自伝では、両親からの虐待、父親にドラッグを売っていた売人からの性的虐待、子役としての全盛期に何度も繰り返した自殺未遂、マッケンローとの不幸な結婚生活、マッケンローとの離婚後のトラブル、アルベール王子やジャン＝クロード・ヴァン・ダムらとの交際、マイケル・ジャクソンや父親のパートナーだったファラ・フォーセットとの交流などを告白した。この自伝はベストセラーとなった。
2008年6月、ニューヨーク市内でコカインを購入しようとした疑いで逮捕され、有罪となって2日間の薬物治療の講習会受講と罰金95ドルを科せられた。
2011年には父ライアンと彼女の関係を赤裸々に描くリアリティ番組『Ryan and Tatum: The O'Neals』が制作され、話題となったが、トラブルの多発を期待するような露悪的な演出を恐れて、元夫のマッケンローと3人の子供は協力を拒否した。番組と連動して、二作目の自伝を刊行した。一番上の息子のケヴィンは自身も薬物で逮捕された後、自身と母親の苦悩をより深く理解するために彼にとっての祖母にあたるジョアンナ・ムーアに関する小説を執筆し、評価を得ている。

## 主な出演作品
- ペーパー・ムーン Paper Moon (1973)
- がんばれ!ベアーズ The Bad News Bears (1976)
- ニッケルオデオンNickelodeon (1976)
- インターナショナル・ベルベット 緑園の天使 International Velvet (1978)
- リトル・ダーリング Little Darlings (1980)
- バスキア Basquiat (1996)
- ランナウェイズ The Runaways (2010)
- マイ・ファニー・レディ She's Funny That Way (2014)
- ドール・メーカー Rock Paper Dead (2017)

## 参照
1. ↑  “Tatum O'Neal Wins Supporting Actress: 1974 Oscars”.   Oscars. 2020年12月15日閲覧。
2. 1 2  Tatum O'Neal autobiography: A Paper Life
3. ↑  Phillips, Stone. Tatum O'Neal Shares Survival Story: Part 2. Dateline NBC. 15 October 2004.
4. ↑  女優テイタム・オニール、コカイン購入で逮捕
5. ↑  Gendar, alison; Hutchinson, Bill (2008年6月2日). “Tatum O'Neal in crack bust” (英語). Daily News 2009年8月17日閲覧。
6. ↑  “女優テイタム・オニールに有罪判決、コカイン取り引きの罪で”. AFPBB News. (2008年7月3日) 2009年8月17日閲覧。
7. ↑  娘の友人と不倫、親子で薬物所持……セレブに見る機能不全家族の実態サイゾーウーマン、2013.02.07
8. ↑  Kevin McEnroe on His Mom Tatum O'Neal: I Thought She Was Choosing Drugs Over Us ピープル、2015年3月27日